# Sulfuro de bismuto(III)

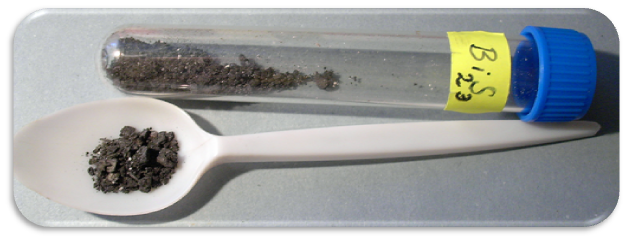
Sulfuro de bismuto(III)

El sulfuro de bismuto(III), también conocido como sulfuro de bismuto, es un compuesto químico. Su fórmula química es Bi2S3. Tiene iones de bismuto y sulfuro. El bismuto se encuentra en su estado de oxidación +3.

## Propiedades y preparación
El sulfuro de bismuto(III) es un sólido marrón. No se disuelve en agua. Se hace reaccionando sulfuro de hidrógeno con un compuesto de bismuto como el cloruro de bismuto(III).

## Ocurrencia
Se encuentra como el mineral bismutita. La bismutita es de color gris plomo a blanco estaño, con un deslustre iridiscente. Es un importante mineral de bismuto. Tiene un color metálico. Se encontró por primera vez en Bolivia. Su gravedad específica es de alrededor de 6,8.